# Nærøydalen

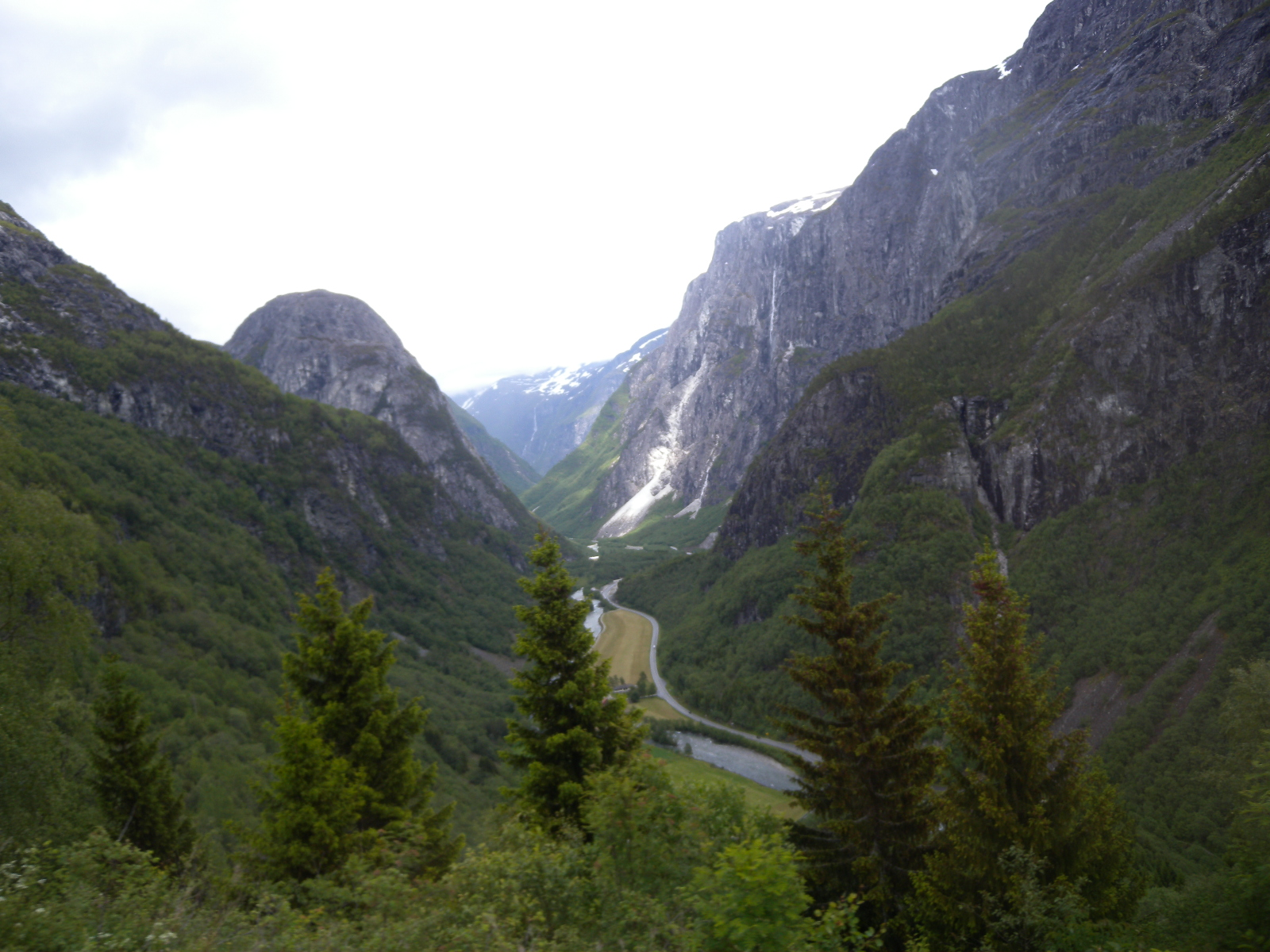
Nærøydalen bei der Schlucht Stalheimskleiva bzw. Stalheimskleivi mit Straße

Das Nærøydalen (deutsch: Nærøytal) liegt im Süden von Norwegen in der Kommune Aurland. Es befindet sich zwischen Vinjo und Gudvangen. Der Nærøydalselvi führt durch das Tal und mündet bei Gudvangen in den Nærøyfjord.

## Besonderheiten
Das enge Nærøydalen ist von bis zu über 1000 Meter steil aufragende Bergen umgeben. Es gibt zahlreiche Wasserfälle. Die Stalheimskleiva hat eine Steigung von bis zu 21 %, ist sehr schmal und überwindet auf einer Strecke von anderthalb Kilometern 350 Meter Höhe. Diese Straße durch die Stalheim-Schlucht war bereits früh Bestandteil der alten Poststraße („Königsweg“) zwischen Bergen und Oslo. Heute ist diese Straße die Europastraße 16. In den Ausläufern des Jordalsnuten gibt es Minen, in denen ein Anorthosit gebrochen wird.